# Golden Beach (Florida)
Golden Beach ist eine Stadt im Miami-Dade County im US-Bundesstaat Florida. Das U.S. Census Bureau hat bei der Volkszählung 2020 eine Einwohnerzahl von 961 ermittelt. 

## Geographie
Die Stadt befindet sich zwischen dem Atlantic Intracoastal Waterway und dem Atlantischen Ozean, etwa 15 km nördlich von Miami. Angrenzende Kommunen sind Sunny Isles Beach und Aventura (Miami-Dade) sowie Hallandale Beach (Broward).

## Demographische Daten
Laut der Volkszählung 2010 verteilten sich die damaligen 919 Einwohner auf 355 Haushalte. Die Bevölkerungsdichte lag bei 1021,1 Einw./km². 97,8 % der Bevölkerung bezeichneten sich als Weiße, 1,7 % als Afroamerikaner und 0,3 % als Asian Americans. 0,1 % gaben die Angehörigkeit zu einer anderen Ethnie an. 26,2 % der Bevölkerung bestand aus Hispanics oder Latinos.
Im Jahr 2010 lebten in 43,6 % aller Haushalte Kinder unter 18 Jahren sowie 30 % aller Haushalte Personen mit mindestens 65 Jahren. 82,2 % der Haushalte waren Familienhaushalte (bestehend aus verheirateten Paaren mit oder ohne Nachkommen bzw. einem Elternteil mit Nachkomme). Die durchschnittliche Größe eines Haushalts lag bei 3,20 Personen und die durchschnittliche Familiengröße bei 3,51 Personen.
31,2 % der Bevölkerung waren jünger als 20 Jahre, 16,0 % waren 20 bis 39 Jahre alt, 34,7 % waren 40 bis 59 Jahre alt und 17,9 % waren mindestens 60 Jahre alt. Das mittlere Alter betrug 42 Jahre. 49,8 % der Bevölkerung waren männlich und 50,2 % weiblich.
Das durchschnittliche Jahreseinkommen lag bei 151.875 $, dabei lebten 12,4 % der Bevölkerung unter der Armutsgrenze.
Im Jahr 2000 war Englisch die Muttersprache von 55,00 % der Bevölkerung, spanisch sprachen 35,09 % und 9,91 % hatten eine andere Muttersprache.

## Verkehr
Durch Golden Beach verläuft die Florida State Road A1A. Der nächste Flughafen ist der Fort Lauderdale-Hollywood International Airport, etwa 12 km nördlich der Stadt.

## Kriminalität
Die Kriminalitätsrate lag im Jahr 2010 mit 189 Punkten (US-Durchschnitt: 266 Punkte) im niedrigen Bereich. Es gab eine Körperverletzung, sechs Einbrüche, 20 Diebstähle und drei Autodiebstähle.